# Костадин Гугов
Костадин Димитров Гугов е български изпълнител на народни песни от Македонската фолклорна област.

## Биография
Роден е на 12 февруари 1935 година в София в семейство на бежанци от кукушкото село Рошлово. В дома му винаги се е пеело - дядо му е музикант от гвардейския оркестър. Започва да пее едва 18-годишен, поканен от акордеониста Стефан Демирев. Харесват го и го включват във фолклорните групи, в които участват най-добрите за времето музиканти и певци: Борис Карлов, Гюрга Пинджурова, Борис Машалов, Мита Стойчева. С тези групи той изнася хиляди концерти в България и по света. Следват покани за записи в Радио София, както и от Балкантон и редакция „Народна музика“ на БНР и БНТ, в чийто златен фонд има над 400 записа. От 1992 г. работи със звукозаписната компания StarsRecords. Издал е няколко музикални албума с македонски народни песни, както и албуми със стари градски песни и песни от различни фолклорни области на България.
В репертоара на Гугов са включени емблематични български народни песни като „Биляна платно белеше“, „Йовано, Йованке“, „Море, сокол пие“, „Миле Попйорданов“, „Ако умрам ил загинам“, „Кога зашумат буките“, „Назад, назад, моме Калино“. Твърди се, че знаел и помнел над 2000 песни. Със своя неповторим тембър и емоционално изпълнение Костадин Гугов се утвърждава като един от най-добрите изпълнители на македонски народни песни, любимец на няколко поколения българи.
Носител е на много награди, сред които „Нестинарка“ за цялостно творчество от Международния фолклорен фестивал в Бургас (2001).
Последното му изпълнение на живо е на новогодишния концерт на 1 януари 2004 г. в центъра на София. Умира на 31 януари същата година.

## За него
„Видиш ли годините“ (1996) – филм на БНТ за живота на Костадин Гугов.
„Пей ми песен: Костадин Гугов“ (2004) – музикален портрет, БНТ.